# Хосе Луїс Гарсія Траїд
Хосе Луїс Гарсія Траїд (ісп. José Luis García Traid, 6 квітня 1936, Сарагоса — 11 січня 1990, Сарагоса) — іспанський футболіст, що грав на позиції півзахисника. По завершенні ігрової кар'єри — тренер.

## Ігрова кар'єра
Хосе Луїс Гарсія Траїд почав кар'єру на початку 50-х в команді «Реал Сарагоса». Але в основний склад не потрапляв і відправився набиратися досвіду в команди «Сельта Віго» та «Амістад». Дебют в команді рідного міста відбувся 13 листопада 1955 року в матчі з командою «Фелгера». Хосе Луїс Гарсія Траїд відзначився хет-триком, а його команда перемогла 7:1. У наступному сезоні відправився в «Леванте» за ігровою практикою.
3 листопада 1957 року дебютував в Прімері в матчі з «Лас-Пальмасом» і поступово став основним гравцем рідної команди «Реал Сарагоса», де відіграв ще 6 сезонів. Завершив професійну кар'єру футболіста виступами за команду «Реал Сарагоса» у 1962 році, у віці лише 26 років, через травму.

## Кар'єра тренера
У 1969 став головним тренером клубу «Уеска». У січні 1971 року змінив Доменека Балманью на посту головного тренера «Реала Сарагоси». Під його керівництвом команда провела решту 12 матчів сезону, в яких здобула всього лише одну перемогу і вилетіла з Прімери.
У 1972 році очолив клуб Сегунди «Саламанка», який у першому ж сезоні вивів у Прімеру, після чого чотири сезони ставав з командою середняком вищого іспанського дивізіону.
У сезоні 1978/79 очолював «Реал Бетіс», з яким зайняв 3-тє місце у Сегунді, вивівши її у Прімеру, втім наступний сезон у вищому дивізіоні розпочав працюючи з «Бургосом», який не зумів врятувати від вильоту до Сегунди.
1980 року очолив «Атлетіко Мадрид», який фінішував за підсумками сезону 1980/81 на третій сходинці турнірної таблиці, після чого у серпні 1981 року покинув клуб, але повернувся до «матрасників» в листопаді після звільнення Луїса Сіда і тренував команду до кінця сезону.
У 1982 році очолив «Реал Вальядолід», в якому провів два роки і з яким виграв свій перший титул — Кубок іспанської ліги. Залишив вальядолідський клуб 1984 року.
Згодом протягом одного року, починаючи з 1984, був головним тренером команди Сегунди «Саламанка», а 1985 року був запрошений керівництвом клубу «Сельта Віго» очолити його команду, з якою пропрацював до 1986 року. Це стала остання робота фахівця у іспанській Прімері.
Протягом 1986–1987 років очолював «Еркулес» з Сегунди, а останнім місцем тренерської роботи тренера став клуб «Саламанка», головним тренером команди якого Хосе Луїс Гарсія Траїд був з 1987 по 1989 рік. За підсумками сезону 1987/88 Траїд допоміг команді зайняти перше місце у Сегунді Б і вивів її до другого за рівнем дивізіону країни.
Помер 11 січня 1990 року на 54-му році життя у місті Сарагоса через механічну відмову під час пластичної операції.

## Досягнення
- Володар Кубка іспанської ліги: 1984